# Hans Gyde Petersen
 Der er flere personer med dette navn, se Hans Petersen.
Hans Gyde Petersen (født 7. november 1863 i landsbyen Vesterås ved Vejle, død 9. januar 1943) var en dansk billedhugger og landskabsmaler.
Gyde Petersen var oprindelig bestemt for at være landmand, men viste i en tidlig alder anlæg for tegning og blev i 1882 elev på Kunstakademiet, hvor han studerede i 6 år. Sit første større arbejde, gruppen Adam og Eva finder Abels lig, fik han solgt i 1891 til Ny Carlsberg Glyptotek. Andre kendte værker er den store figurgruppe Gud kaldte (fik Eybeschützske Præmie på udstillingen 1896, kom til Den Kongelige Malerisamling), bronzestatuen af kong Christian IX (Thisted 1910) m. v. I 1895 var han med det Ancherske Legat i Paris.